# María Fernández Guajardo
María Fernández Guajardo es una directiva y ejecutiva tecnológica española en Silicon Valley que ha destacado por su trayectoria en las empresas tecnológicas Meta y Google, y que ha obtenido diversos galardones de relevancia internacional.

## Trayectoria
Criada en el barrio de la Fuentes de Zaragoza, Fernández finalizó la carrera de Ingeniería Técnica Industrial Electrónica en la Universidad de Zaragoza y realizó su proyecto fin de carrera en el École Nationale Supérieure des Sciences Appliquées et de Technologie (ENSSAT), de Lannion, en Francia con una beca del Programa Erasmus.
Tras finalizar sus estudios, su primera década profesional la desarrolló a caballo entre Estados Unidos y Francia, comenzando en proyectos como ingeniera de hardware, para pasar a desempeñar puestos de gestión de proyectos, desarrollo de negocios y marketing. Continuó su formación en la Haas School of Business de la Universidad de California en Berkeley donde obtuvo certificados de gestión.
En su segunda etapa profesional se afincó en Silicon Valley, gestionando y definiendo proyectos en tecnologías emergentes en campos como genética y visión artificial en startups. Posteriormente, Fernández ha trabajado en dos empresas de las conocidas como gigantes tecnológicos o GAFAM (Google, Amazon, Apple, Meta y Microsoft). Primero estuvo en Meta donde desempeñó el puesto de Directora de Industria, AR/VR (realidad aumentada y realidad virtual). Después, fue contratada por Google en el puesto de directora senior de Producto, responsable de la visión, estrategia y funcionalidad de su servicio de correo: Gmail.

## Reconocimientos
En 2016, Fernández recibió el premio Silicon Valley Business Journal 40 under 40 award, cuyo objetivo es reconocer los logros de jóvenes menores de 40 años. En su caso, fue premiada por el uso de la genómica aplicada a la seguridad alimentaria. Al año siguiente, recibió el reconocimiento Women of Influence 2017, por generar un impacto en el mundo.
En 2018, fue incluida en la lista los 20 latinos más influyentes en la tecnología, que reconoce el "talento, esfuerzo e inteligencia de los latinos que ofrecen grandes contribuciones a uno de los sectores más importantes de la economía: el de la tecnología”. Posteriormente, fue galardonada con el Premio Impulsa en 2023, cuyo objetivo es "premiar y dar visibilidad a la labor de las mujeres empresarias, directivas y profesionales del tejido empresarial aragonés".